# 仙台市宮城野区文化センター
仙台市宮城野区文化センター（せんだいしみやぎのくぶんかセンター、Sendai Miyagino Ward Cultural Center）は、宮城県仙台市宮城野区にある複合施設。
宮城野区役所南側に隣接する形で2012年に開館。会議室や音楽室、創作室や体育館などで構成される仙台市宮城野区中央市民センター、仙台市原町児童館（のびすく原町）、仙台市宮城野区情報センター 、仙台市宮城野図書館が併設。
音楽用ホールのパトナホール（PaToNaホール）と演劇向けホールのパトナシアター（PaToNaシアター）などが存在する。

## 沿革
- 2010年（平成22年）1月 - 着工。
- 2012年（平成24年）7月 - 竣工。
- 2012年（平成24年）8月28日 - 宮城野区文化センターに先立ち、仙台市宮城野区中央市民センター及び仙台市宮城野区情報センターが開館。
- 2012年（平成24年）10月1日 - 仙台市原町児童館（のびすく原町）と共に仙台市宮城野区文化センターが開館。
- 2012年（平成24年）10月2日 - UR仙台原町市街地住宅から移転する形で仙台市宮城野図書館が開館。

## 施設
| 3F 宮城野区中央市民センター                                                  |
| ---------------------------------------------------------------------------- |
| 和室1、和室2、第三会議室、第四会議室、創作室、調理実習室                     |
| 2F 宮城野区中央市民センター、宮城野区文化センター                            |
| 体育館、第一会議室、第二会議室、音楽室、音楽練習室、スタジオ、リハーサル室、 |
| 1F 宮城野区情報センター、宮城野区文化センター、原町児童館                    |
| コンサートホール、シアターホール、市民活動室、事務室                         |
| B1F                                                                          |
| 宮城野図書館                                                                 |

## 休館日
年末年始
月1〜2回不定休あり 

## アクセス
- 電車
  - JR仙石線・陸前原ノ町駅下車すぐ。（陸前原ノ町駅に隣接。徒歩1分。）[8][7][3]
- バス
  - 仙台市営バス
    - JR仙台駅前18・50・51番のりば→宮城野区役所前下車すぐ[8]

  - 宮城交通バス
    - JR仙台駅前50番のりば→宮城野区役所前下車すぐ[8]

駐車場あり（80台、有料）

## 周辺
- 国道45号